# Authaeretis exaereta
Authaeretis exaereta là một loài bướm đêm trong họ Crambidae.